# Татарка (приток Енисея)
Татарка — река в Туруханском районе Красноярского края, правый приток Енисея.
Общая протяжённость реки составляет 47 км. Впадает в Енисей у селения Татарск, на высоте 9 м над уровнем моря, в 1111 км от устья. У реки три значительных притока, все впадают слева, из которых название имеют два: Гусиная, длиной 13 км, в 7 км от устья, далее, в 12 км — река без названия, длиной 15 км и, в 24 км, Малая Татарка, длиной 13 км. На картах подписан ещё один приток, самый верхний, который так и называется — Верхняя Татарка.
По данным государственного водного реестра России относится к Енисейскому бассейновому округу.